# Karol (książę Geldrii)
Karol z Egmond (ur. 9/10 listopada 1467 w Grave, zm. 30 czerwca 1538 w Arnhem) – książę Geldrii i hrabia Zutphen od 1492 r. Jeden z najważniejszych książąt niderlandzkich swoich czasów, główny oponent Habsburgów na tym terenie, z którymi toczył liczne wojny.

## Życiorys
Karol był synem księcia Geldrii Adolfa z Egmond oraz Katarzyny (zmarłej w 1469 r.), córki księcia Burbonii i Owernii Karola I. W okresie jego dzieciństwa jego ojciec toczył walki z dziadem Arnoldem z Egmond o władzę w Burgundii. Ich efektem było uwięzienie Adolfa przez księcia Burgundii Karola Zuchwałego oraz zastawienie księstwa Geldrii przez Arnolda na rzecz władcy Burgundii i faktyczna utrata kontroli nad księstwem. W 1473 r. zmarł Arnold, a w 1477 r. Karol Zuchwały. Ojciec Karola odzyskał wolność, ale zginął kilka miesięcy po odzyskaniu wolności nie odzyskawszy geldryjskiego dziedzictwa.
Od uwięzienia ojca mały Karol wraz z siostrą Filipą był wychowywany w Gandawie, na dworze Karola Zuchwałego, a następnie jego córki Marii Burgundzkiej oraz jej męża Maksymiliana Habsburga. Z czasem Karol musiał uczestniczyć w wyprawach wojennych Maksymiliana przeciwko Francji podczas wojny o dziedzictwo po Karolu Zuchwałym. W ich trakcie, w lipcu 1487 r. Karol został pod Béthune wzięty do francuskiej niewoli, w której pozostał aż do 1492 r. Wówczas wykupiły go z niewoli stany Geldrii, które pragnęły powołać go na księcia jako dziedzica swego ojca i dziada, oraz wyzwolić się spod dominacji Habsburgów.
W ciągu roku Karol sprzymierzony z Francją zdołał odzyskać Geldrię, jednak musiał toczyć nieustające walki z Habsburgami. Już w 1494 r. rada elektorów Rzeszy uznała Karola za uzurpatora. Jednak ten, wspierany przez Francję, opierał się habsburskim próbom przejęcia Geldrii. Opieka francuska skończyła się w 1498 r. wraz z zawarciem traktatu pokojowego pomiędzy synem Maksymiliana Habsburga Filipem I Pięknym i nowym królem Francji Ludwikiem XII. Przez kilka lat trwało zawarte w 1499 r. zawieszenie broni między Karolem i Habsburgami, ale w 1503 r. Habsburgowie pewni zwycięstwa zaatakowali znacznymi siłami Geldrię. Z czterech prowincji Geldrii jedynie hrabstwo Zutphen zdołało się obronić, pozostałe trzy (Nijmegen, Arnhem i Roermond) znalazły się w mocy Filipa Pięknego. Karol został sprowadzony do Antwerpii.
Wkrótce potem Karol zdołał jednak uciec do Geldrii i ponownie nawiązać kontakty z Francją, która zagrożona przez Habsburgów ponownie zaczęła szukać sojuszników. W 1506 r. wojna zaczęła się na nowo i Karol zaczął odnosić sukcesy – nie tylko w Geldrii, ale zaczął ekspansję w opanowanych przez Habsburgów księstwie Brabancji i hrabstwie Holandii. Kolejna zmiana sytuacji politycznej nastąpiła w 1508 r. wraz z zawarciem Ligi z Cambrai, która zjednoczyła nie tylko Francję i Habsburgów, ale także innych europejskich władców. Namiestniczka Niderlandów, córka Maksymiliana i siostra Filipa Pięknego Małgorzata Habsburg postanowiła wykorzystać sytuację, aby przejąć Geldrię od pozbawionego sojusznika Karola. Ten jednak przeciwstawił się zbrojnie i nie tylko oparł się Małgorzacie, ale także odzyskał część utraconych w 1503 r. terenów. Na dodatek Liga z Cambrai rozpadła się już w 1509 r. i Ludwik XII ponownie sprzymierzył się z Karolem.
W 1514 r. Karol zdołał odzyskać prowincję Arnhem, jego zwierzchnictwo uznało fryzyjskie Groningen. W 1515 r. Karol wyruszył z sześciotysięcznym wojskiem wesprzeć nowego króla francuskiego Franciszka I podczas jego wyprawy do Italii. Nie wziął osobiście udziału w walkach (powrócił do kraju, pozostawiając wojsko Franciszkowi), ale spożytkował ten czas na poszukiwanie nowych sojuszników, którzy mogliby pomóc mu w utrzymaniu panowania w Geldrii; werbował przy tym wielu najemników o złej sławie. Wojna w Geldrii rozgorzała na nowo w 1516 r.
W 1525 r. król Franciszek został wzięty do niewoli przez Habsburgów w bitwie pod Pawią. Został zwolniony z niej w 1526 r. za cenę podpisania pokoju. Dla Karola zdarzenia te oznaczały ogromny problem – jego oddziały zostały pobite wraz z wojskami Franciszka oraz stracił wsparcie króla francuskiego. 3 października 1528 r. zawarł w Gorinchem układ z cesarzem Karolem V Habsburgiem, w którym uznał się za habsburskiego lennika, wyrzekł się sojuszu z Francją oraz zgodził się na ustanowienie sukcesji w Geldrii na rzecz książąt Kleve w przypadku braku potomków.

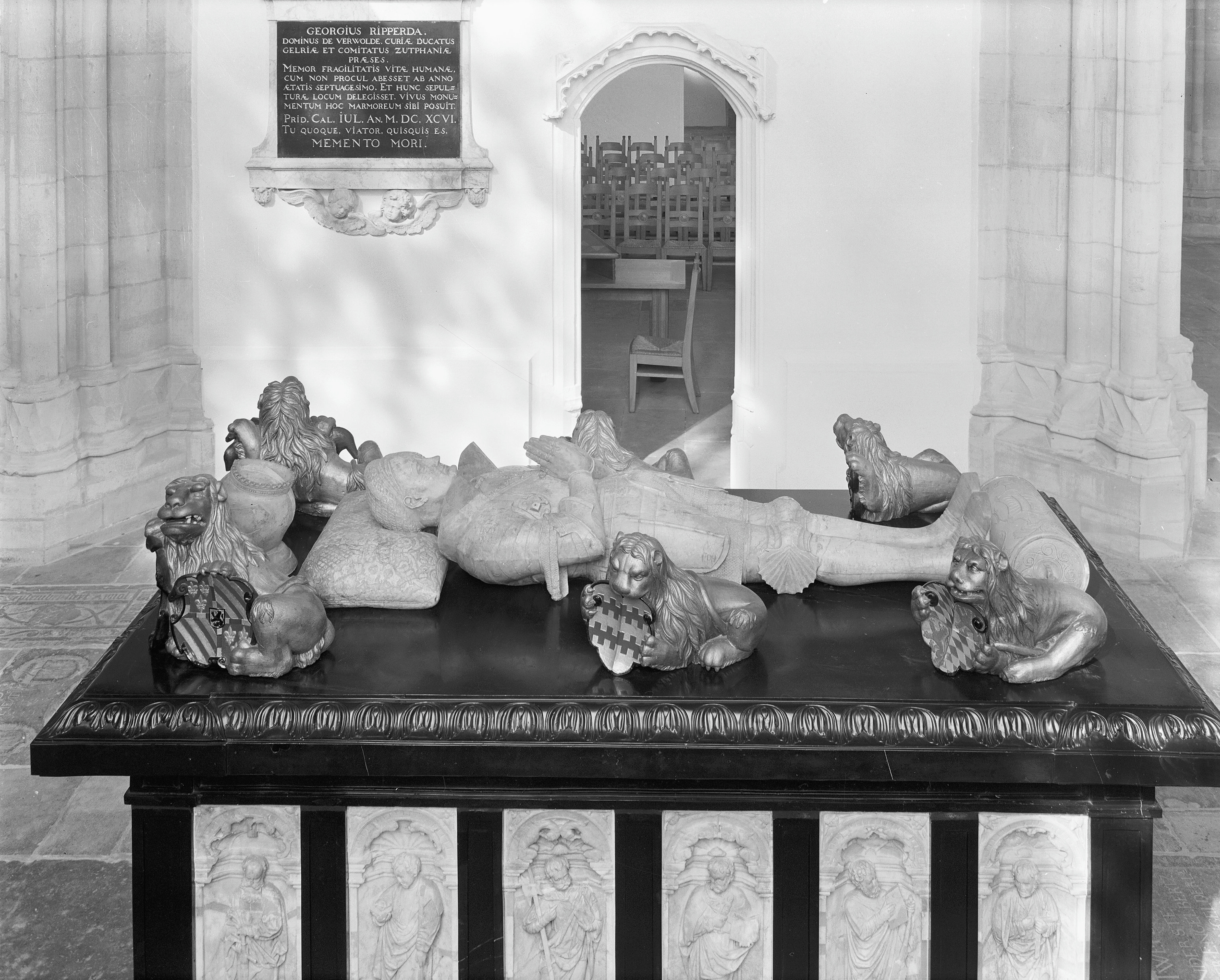
Nagrobek Karola w kościele św. Euzebiusza w Arnhem

W 1534 r. Karol ponownie podjął próbę przeciwstawienia się Habsburgom i zawarł tajny układ z królem Franciszkiem, w którym uznał się jego lennikiem. Bez skutku próbował opanować Groningen. Ujawniony w 1537 r. plan, aby uznać Franciszka za następcę 70-letniego już i wciąż bezdzietnego Karola, został przez wyczerpane nieustannymi wojnami stany geldryjskie odrzucony. Karol został zmuszony do uznania za swego następcę Wilhelma, syna i dziedzica księcia Kleve, Jülich, Bergu i hrabiego Mark Jana. Już w styczniu 1538 r. Wilhelm miał przejąć faktyczne rządy. Franciszek chciał nagrodzić swego dawnego sojusznika księstwem Burbonii, ale już wkrótce Karol zmarł; został pochowany w kościele św. Euzebiusza w Arnhem. Następca Karola, Wilhelm, już po kilku latach został zmuszony do odstąpienia Geldrii Habsburgom.
Żoną Karola była Elżbieta (ur. 1494, zm. 1572), córka księcia Brunszwiku na Celle Henryka II Średniego. Nie doczekali się potomstwa, Karol miał jedynie nieślubne dzieci.